# Les Fils à papa
Pour plus de détails, voir Fiche technique et Distribution.
Les Fils à papa (arabe : أولاد الذوات) est un film dramatique policier égyptien réalisé par Mohammed Karim et sorti en 1932.
Il s'agit du premier film parlant en langue arabe, sorti un mois avant La Chanson du cœur.

## Synopsis
Hamdi Bey s'est abandonné à son désir et est tombé amoureux d'une Française, laissant sa femme derrière lui. Surpris par cette fille qui le trompait avec son amant, il l'a abattue et a été condamné à la prison. À l'expiration de sa peine, il décide de retourner en Égypte. Hamdi Bey a connu un destin inévitable, se suicidant sous les roues d'un train.

## Fiche technique
- Titre français : Les Fils à papa[1]
- Titre original : أولاد الذوات[2],[3],[4],[5],[6]
- Réalisation : Mohammed Karim
- Scénario : Youssef Wahbi, Mohammed Karim
- Photographie : Gaston Madri
- Production : Youssef Wahbi
- Sociétés de production : Ramses Film
- Pays de production :  Égypte
- Langue originale : arabe
- Format : couleurs
- Genre : Drame policier
- Durée : 135 minutes
- Dates de sortie : 
  - Égypte : 14 mars 1932

## Distribution
- Youssef Wahbi
- Amina Rizk
- Rawheya Khaled
- Sirag Munir
- Anwar Wagdi
- Hassan El Baroudi
- Mansi Fahmi
- Hassan Fayek
- Badia Masabni
- Dawlat Abyad
- Colette d'Arville
- Aziza Shawqi

## Production
Dans une rare interview, Youssef Wahbi a déclaré qu'il avait tenu à ce que Awlad al-Dhawat soit le premier film arabophone, pour défendre l'Orient, qualifié par les Occidentaux de barbare, sauvage et frivole lors du procès de la femme qui a tué le jeune Égyptien.
A l'époque, le film avait suscité une vive polémique car il abordait les relations entre les sociétés orientales et occidentales, ce que les communautés étrangères avaient pris comme une insulte.
Il existe une controverse entre Les Fils à papa et La Chanson du cœur quant au premier film parlant arabe ; La Chanson du cœur est sorti en avril 1932, un mois après Les Fils à papa,,. 